# يينيسي (كسانثي)
يينيسي (Γενισέα) هي مدينة في كسانثي في مقاطعة فوريا إلادا في اليونان.
يبلغ عدد سكانها حوالي 1970 نسمة.